# Diego Figueiredo

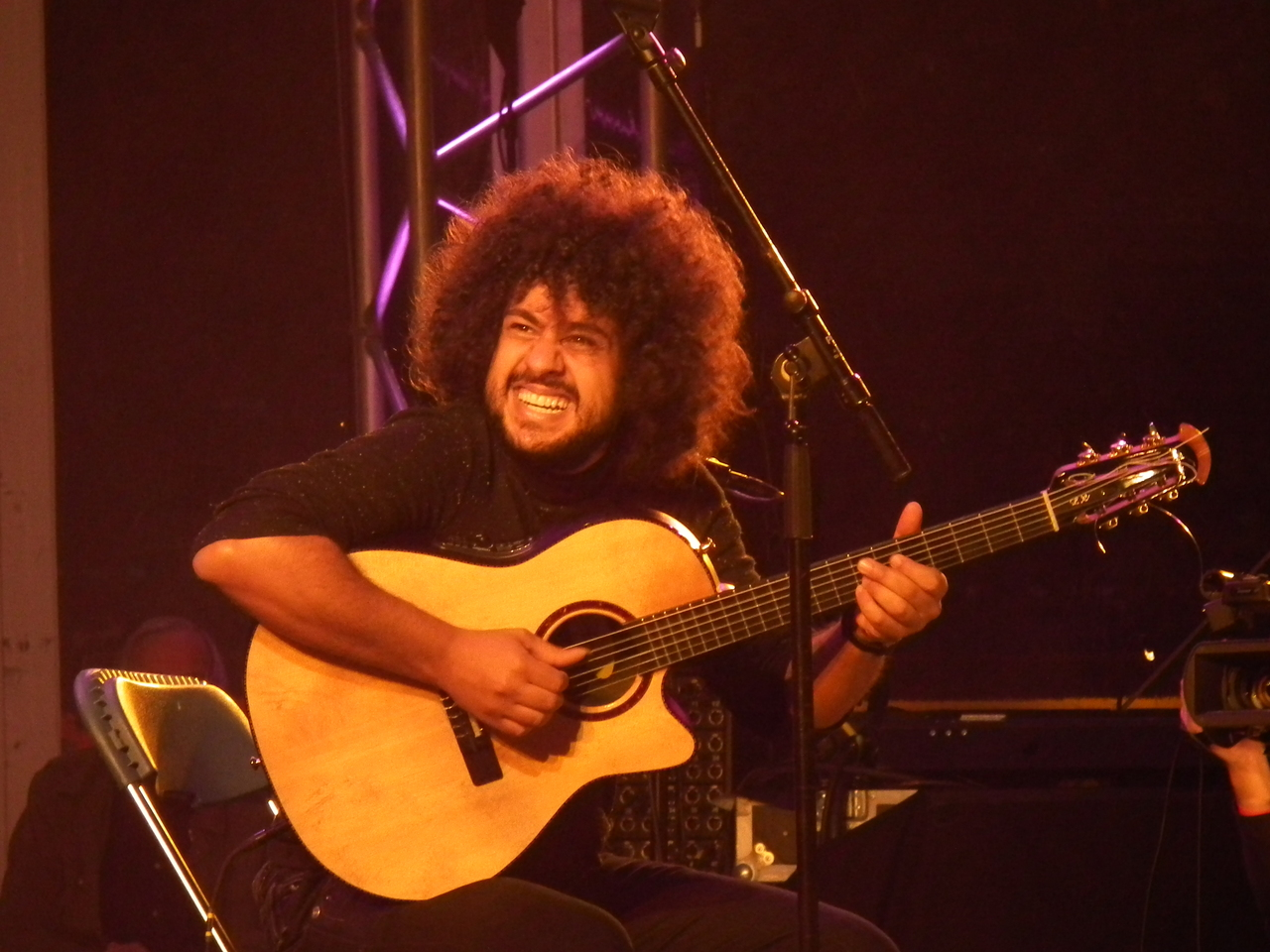
Diego Figueiredo (2010)

Diego Ribeiro Figueiredo (* 23. Juli 1980 in Franca) ist ein brasilianischer Jazzmusiker (Gitarre, Arrangement). Er wird von Musikern wie Hermeto Pascoal, Al Di Meola oder Pat Metheny als einer der führenden Gitarristen der Gegenwart herausgestellt.

## Leben und Wirken
Figueiredo wuchs in einer musikbegeisterten Familie auf: seine Großmutter mütterlicherseits spielte Klavier und sein Vater Gitarre. Zunächst erhielt er mit sechs Jahren Mandolinenunterricht. Er spielte weitere Instrumente, bevor er sich mit zwölf Jahren für die E-Gitarre entschied. Für einige Monate erhielt er auf dem Tatuí-Konservatorium bei São Paulo eine formale Musikausbildung. Als Jugendlicher trat er bereits in Theatern und  Nachtclubs in verschiedenen brasilianischen Staaten auf.
Figueiredo ist mit Gilberto Gil, João Bosco, Roberto Menescal, Toquinho, Belchior, Fafá de Belém, Angela Maria, Toninho Horta, Larry Coryell, Lewis Nash, John Clayton, Céline Rudolph und vielen anderen aufgetreten. Er konzertierte beim Hong Kong Jazz Festival, dem Rio das Ostras Jazz Festival (Brasilien), dem Oakville Jazz Festival, dem La Paz Festijazz, dem Copenhagen Jazz Festival, dem Douro Jazz (Portugal) oder dem Syracuse Jazz Festival. Unter eigenem Namen legte er mehrere Alben, insbesondere für Stunt Records, vor. Er nahm auch mit Clara Moreno, Silvana Malta,
Dina El Wedidi, David Garfield, Ken Peplowski (Amizade, 2019) und mit Camille Bertault auf.

## Preise und Auszeichnungen
2001 gewann Figueiredo den zweiten Platz beim Visa Award für brasilianische Musik und war Finalist beim Icatu Hartford Award in Rio de Janeiro. Sowohl 2005 als auch 2007 wurde er beim Montreux Jazz Festival ausgezeichnet.
Für sein Arrangement des Songs Marry Me a Little wurde er zusammen mit der französischen Sängerin Cyrille Aimée für einen Grammy nominiert (der Song ist Teil von Aimées Album Move On: A Sondheim Adventure, 2019).

## Diskographische Hinweise
- Diego Figueiredo Group (1999)
- El Colibri (Brazilian Music Productions 2007)
- Dadaiô (Stunt Records 2008, mit Rodolfo Stroeter, Robertinho Silva)
- Cyrille Aimée, Diego Figueiredo: Smile (2009)
- Tempos bons (Stunt Records 2012)
- Broken Bossa (Stunt Records 2016)
- Come Closer (Stunt Records 2019, mit Cyrille Aimée, Janis Siegel, Chiara Izzi)[4]
- Compilation (Arbors Records 2020)